# Малый Пашняк
Малый Пашняк — река в России, протекает в Койгородском районе Республики Коми. Устье реки находится в 22 км по правому берегу реки Пашняк. Длина реки составляет 17 км.
Исток реки на Северных Увалах на территории Республики Коми в 31 км к югу от посёлка Кажым. Исток лежит на водоразделе Волги и Северной Двины, рядом с истоком Малого Пашняка находится исток Поповки (приток Кома). Река течёт на юг, всё течение проходит по ненаселённому лесу. Впадает в Пашняк около границы с Кировской областью.

## Данные водного реестра
По данным государственного водного реестра России относится к Камскому бассейновому округу, водохозяйственный участок реки — Вятка от истока до города Киров, без реки Чепца, речной подбассейн реки — Вятка. Речной бассейн реки — Кама.
По данным геоинформационной системы водохозяйственного районирования территории РФ, подготовленной Федеральным агентством водных ресурсов:
- Код водного объекта в государственном водном реестре — 10010300212111100030849
- Код по гидрологической изученности (ГИ) — 111103084
- Код бассейна — 10.01.03.002
- Номер тома по ГИ — 11
- Выпуск по ГИ — 1